# National Audubon Society
La National Audubon Society è un'organizzazione statunitense senza scopo di lucro dedicata alla conservazione della natura. Fondata nel 1905, è una delle più antiche organizzazioni di conservazione del mondo. Il suo nome onora l'ornitologo e naturalista nordamericano John James Audubon.
La società pubblica una rivista illustrata, Audubon, sulla natura. Le sue numerose organizzazioni locali organizzano spesso tour di birdwatching e attività legate alla protezione dell'ambiente.